# UBB.threads
UBB.threads – aplikacja internetowa w języku PHP o funkcjonalności forum dyskusyjnego. Producentem programu jest firma Mindraven. Program stworzył Rick Baker w roku 1997. Napisał go w języku Perl. Od końca 1999 roku program
jest napisany w PHP4 zaś jego najnowsza wersja 7.x w PHP5.
Program jest płatny, a podstawowa licencja kosztuje 139 dolarów. Za tę cenę użytkownik otrzymuje produkt wysokiej jakości, który może dowolnie - licencja na to pozwala - modyfikować oraz uzupełniać
o liczne dodatki.
Podstawowym atutem tego programu jest tryb przeglądania wiadomości, tzw. "tryb drzewko", który doskonale odróżnia oprogramowanie
od innych produkcji tego typu.  Sukcesem okazała się również prostota obsługi, dostępu do funkcji i ich ilości.
Wizualnie program opiera się na arkuszach CSS. Utworzenie nowego pliku CSS według wytycznych zmienia kolorystykę, czcionkę oraz czasami nawet ikonki.
Wbudowano możliwość importu bazy danych z innych konkurencyjnych produktów, takich jak phpBB.

## Spolszczenie programu
Choć oficjalnie istnieje możliwość zakupu wersji wielojęzykowej, to tłumaczenie jest niekompletne.